# 赤石山脈
赤石山脈（あかいしさんみゃく）は、長野県、山梨県、静岡県に跨って連なる山脈。通称・南アルプスとも呼ばれ、飛驒山脈（北アルプス）、木曽山脈（中央アルプス）と共に日本アルプスと呼ばれることもある。
鋸岳から光岳に及び、この区間の主稜線には登山道が整備され、要所には山小屋とキャンプ指定地がある。また、その東の山梨県側は、南アルプス巨摩県立自然公園に指定されている。大井川、安倍川の流域は、川沿いまたは尾根が奥大井県立自然公園に指定されている部分もある。また、鋸岳の西に位置する幕岩から下流の戸台川は三峰川水系県立公園に指定されている。
赤石山脈には、日本第2位の高峰である北岳、山脈名の由来である赤石岳を筆頭に9つの山の3,000m峰があり、10の山が日本百名山に選定されている。2008年12月、長野県富士見町から飯田市にかけての地域が日本ジオパーク協議会により南アルプス（中央構造線エリア）ジオパークに認定された。2014年6月、南アルプスユネスコエコパークに認定される。

## 赤石山脈の範囲

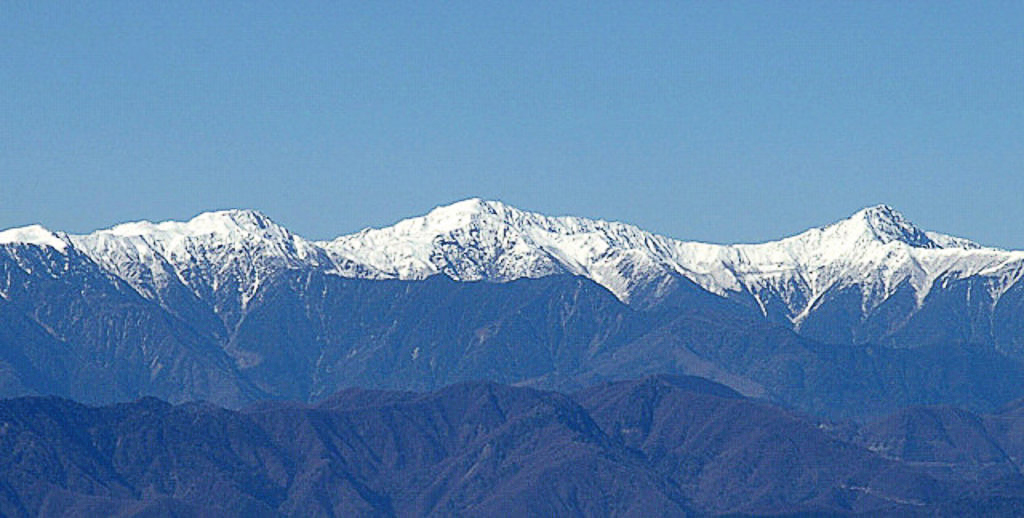
赤石山脈の白峰三山

赤石山脈とは、最も広義には諏訪湖を頂点とし、東では釜無川と富士川、西では天竜川に挟まれた山地をさす。この意味での赤石山脈は、いくつかの山脈の集合体という意味で赤石山系とも呼ばれる。赤石山系は、地形的には南西方向では静岡県と愛知県の県境の弓張山地（天竜川の対岸）へと続いている。広義での赤石山脈には、これも含まれることがある。
しかし、赤石山系の西端に南北に走る伊那山地（標高1,600 - 1,800メートル）や、東端にやはり南北に延びる巨摩山地（標高1,600 - 2,000メートル）と身延山地（標高1,000 - 2,000メートル）は、山系の中心をなす山々に比べてかなり低いこともあり、赤石山脈からは除かれることもある。弓張山地についても同様である。これらの山々を除いた赤石山系の主要部を赤石山脈と呼ぶことも多い。一般に「南アルプス」と呼ばれるのは、この意味での赤石山脈のうち標高の高い部分である。
この南アルプスも、細かく見れば三つの山脈の集合体であり、そのうち仙丈ヶ岳から三峰岳、塩見岳、荒川岳、赤石岳、聖岳へとつながっていく山脈を赤石山脈と呼ぶ場合もある。その場合、狭義の赤石山脈と、白峰山脈、そして甲斐駒山脈（下記参照）が南アルプスを構成することになる。

## 名称
赤石山脈の名は、赤色チャートが露出する大井川上流の赤石沢と、その源頭の赤石岳の名に由来する。

## 地形

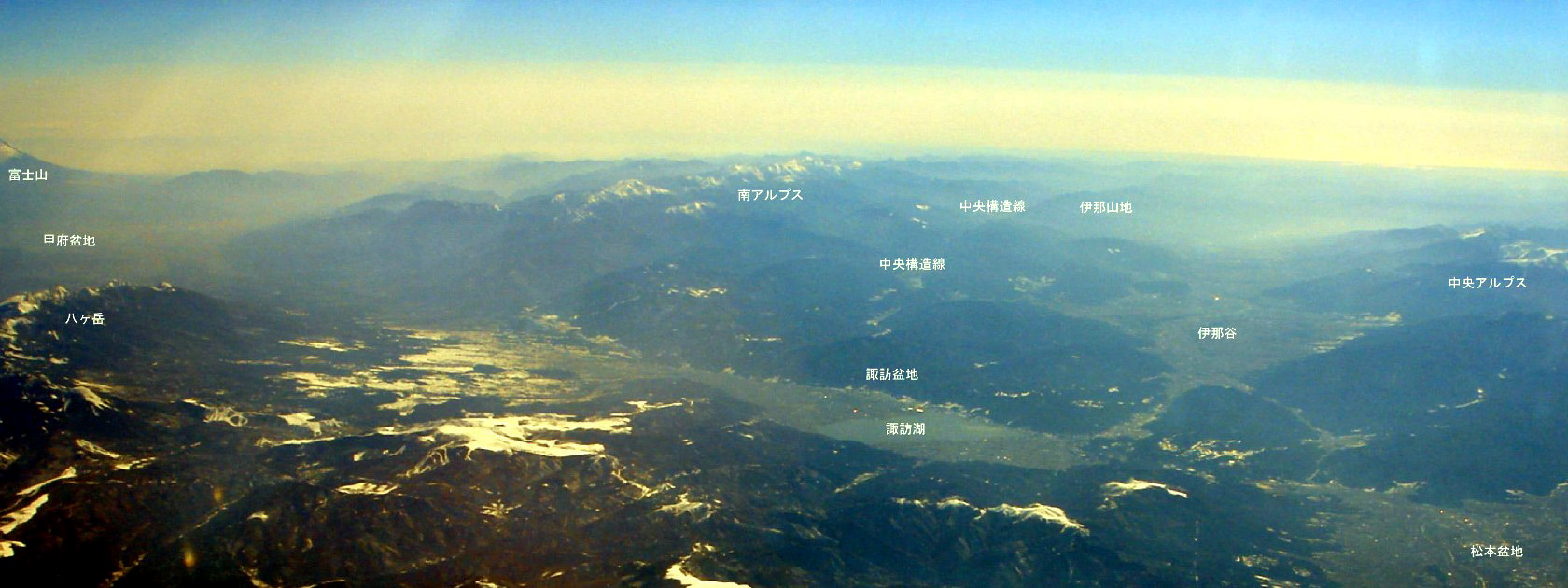
北より見る赤石山脈
中央構造線起因の谷により区切られる

北端には鋸岳 - 甲斐駒ヶ岳 - 早川尾根 - 鳳凰三山と連なる連峰が北西から南東につらなり（甲斐駒山脈）、この連山から野呂川・北沢峠を隔てた南側では、主に南北に連なる二列の山脈となる。東側の連山（白峰山脈）は白峰三山（北岳・間ノ岳・農鳥岳）と白峰南嶺（広河内岳・黒河内岳・笊ヶ岳など）と呼ばれ、西側の連山（狭義の赤石山脈）は仙丈ヶ岳を北端とし、塩見岳（両者の連なる長大な尾根を仙塩尾根と称する）・荒川三山・赤石岳・聖岳・上河内岳・茶臼岳から南アルプス最南端の光岳に至る。光岳より南にもさらに山が連なり、光岳以南は深南部と呼ばれる（大無間山・黒法師岳など）。
飛驒山脈が、急峻な山容の山が多いのに対して、赤石山脈は北部の甲斐駒ヶ岳 - 鋸岳一帯と北岳の一部を除き、比較的なだらかな山容の山が多い。これは、赤石山脈が飛騨山脈より新しく隆起した山々であるため、比較的侵食が進んでいないためだと考えられている。大部分の山々は中生代白亜紀の砂岩・頁岩・粘板岩などの地層からできていて、山肌は黒っぽい。ただし北端の甲斐駒ヶ岳 - 鳳凰三山の連峰だけは花崗岩よりなり、山肌が真っ白で赤石山脈の中では異彩を放っている。また、最終氷期の氷河の痕跡である圏谷が、仙丈ヶ岳・間ノ岳・荒川岳などに見られる。
赤石山脈は年間4ミリメートルほどの隆起が続いており、この隆起速度は世界でも有数である。よって、この成長が持続的に続くと仮定すると、現代から数百年後には間ノ岳が単独で日本第3位の標高となり、遠い将来には甲斐駒ヶ岳も3000メートルを超える標高になると予想されている。
狭義の赤石山脈の西側には、伊那山地が平行して南北に延びており、その間の谷（国道152号が通っている）は、中央構造線によって作られたものである。

## 植生
前述のとおり飛驒山脈と比べて浸食が進んでいないため、土壌がよく発達しており、森林や高山植物も全般的には飛騨山脈より豊富である。また飛騨山脈より南側（太平洋側）に位置しているため、冬季の降雪量は飛騨山脈より少ない。そのため、植生は全般に飛騨山脈よりも200 - 300メートル上方側にずれており、森林限界もその分だけ高めである。特に、大量の積雪に弱い亜高山帯針葉樹林の発達がよい。ただし、残雪に依存する湿性の高山植物はそれほど多くない。一般的には海抜1,700 - 1,800メートルあたりまでが落葉広葉樹林、海抜2,600 - 2,700メートルあたりまでが亜高山帯針葉樹林、それ以上が高山帯となっている。亜高山帯にはカラマツ、スギ、ヒノキ、アカマツの人工林があり、高山帯にはハイマツの群落やムカゴユキノシタ、トヨグチウラボシが見られる。
北岳（草すべりと山頂南側の稜線）・仙丈ヶ岳・北荒川岳・三伏峠・中岳（荒川中岳）などに、非常に大規模な高山植物のお花畑があることが知られている。北岳の山頂直下では、その固有種のキタダケソウが自生する。
また、動物としてライチョウ、イヌワシ、ニホンカモシカ、ヤマネ、ニホンツキノワグマなどが生息しており、高山帯にはタカネヨトウが生息している。

## 赤石山脈に連なる主な山
| ▲雨乞岳 ▲鋸岳 ▲甲斐駒ヶ岳 ▲鳳凰山 ▲北岳 ▲間ノ岳 仙丈ヶ岳▲ 農鳥岳 ▲広河内岳 ▲白河内岳 ▲塩見岳 ▲荒川岳 ▲赤石岳 ▲聖岳 ▲上河内岳 ▲光岳 ▲大無間山 ▲笊ヶ岳 大沢岳▲ 奥茶臼山▲ 小河内岳 ▲池口岳 ▲茶臼岳 ▲山伏 三峰岳▲ 櫛形山▲ ●北沢峠 ●転付峠 |
| 赤石山脈の地形図 ※表示環境によっては文字がずれることがあります。 |

### 北部（北沢峠・野呂川以北、甲斐駒山脈）
- 守屋山 1,651メートル - 赤石山脈に併走する伊那山地の最北端の山。
- 入笠山 1,955メートル
- 釜無山 2,116メートル
- 白岩岳 2,287メートル
- 雨乞岳 2,037メートル
- 日向山 1,660メートル
- 大岩岳 2,319メートル
- 鞍掛山 2,037メートル
- 鋸岳 2,685メートル
- 甲斐駒ヶ岳 2,967メートル - 日本百名山
- 栗沢山 2,714メートル
- アサヨ峰 2,799メートル
- 高嶺 2,779メートル
- 鳳凰三山 - 日本百名山（地蔵岳 2,764メートル・ 観音岳 2,840メートル・薬師岳 2,780メートル）
- 大崖頭山 2,186メートル
- 櫛形山 2,052メートル
- 富士見山 1,640メートル

### 東側稜線（大井川以東、白根山脈）
- 小太郎山 2,725メートル
- 北岳 3,193メートル - 最高峰・日本百名山
- 中白根山 3,055メートル
- 間ノ岳 3,189メートル - 日本百名山
- 西農鳥岳 3,051メートル
- 農鳥岳 3,025メートル
- 広河内岳 2,895メートル
- 大籠岳 2,767メートル
- 白河内岳 2,813メートル
- 黒河内岳 2,718メートル
- 白剥山 2,238メートル
- 笊ヶ岳 2,629メートル
- 布引山 2,584メートル
- 稲又山 2,406メートル
- 青薙山 2,406メートル
- 青笹山 2,209メートル
- 山伏 2,014メートル
- 笹山 1,763メートル

### 西側稜線（大井川以西、狭義の赤石山脈）
- 仙丈ヶ岳 3,033メートル - 日本百名山
- 伊那荒倉岳 2,517メートル
- 三峰岳 2,999メートル
- 安部荒倉岳 2,693メートル
- 新蛇抜山 2,667メートル
- 北荒川岳 2,698メートル
- 塩見岳 3,052メートル - 日本百名山
- 本谷山 2,658メートル
- 小河内岳 2,802メートル
- 板屋岳 2,646メートル
- 荒川岳 3,141メートル - 日本百名山（悪沢岳）
- 赤石岳 3,120メートル - 日本百名山
- 大沢岳 2,819メートル
- 中盛丸山 2,807メートル
- 兎岳 2,799メートル
- 聖岳 3,013メートル - 日本百名山
- 上河内岳 2,803メートル
- 茶臼岳 2,604メートル
- 光岳 2,591メートル - 日本百名山
- 加加森山 2,419メートル
- 池口岳 2,392メートル
- 信濃俣 2,332メートル
- 大根沢山 2,240メートル
- 大無間山 2,329メートル
- 朝日岳 1,827メートル
- 中ノ尾根山 2,296メートル
- 黒沢山 2,123メートル
- 不動岳 2,171メートル
- 丸盆岳 2,066メートル
- 黒法師岳 2,067メートル
- 高塚山 1,621メートル
- 奥茶臼山 2,474メートル

## 源流の河川
以下が主な源流の河川で太平洋へ流れる
。
- 天竜川 - 小渋川
- 大井川
- 安倍川
- 富士川

## 主な峠
以下が赤石山脈にある主な峠。
- 横岳峠 - 横岳と鋸岳との鞍部
- 仙水峠 -駒津峰と栗沢山との鞍部
- 夜叉神峠 - 大崖頭山と高谷山との鞍部

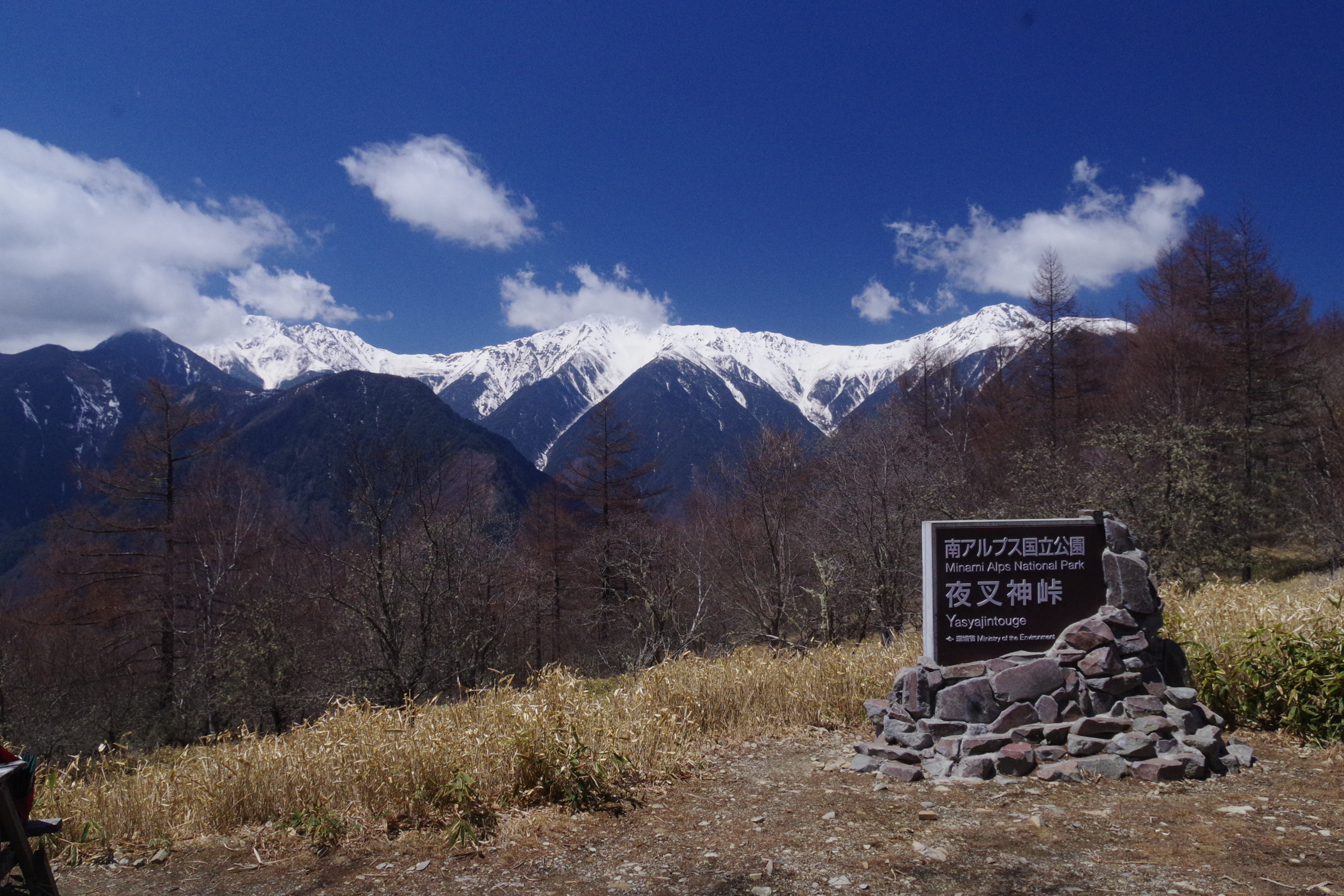
夜叉神峠から白峰三山の眺望

- 北沢峠 - 双児山と仙丈ヶ岳との鞍部。山脈を横切る唯一の林道（山梨県営南アルプス林道、伊那市営林道南アルプス線）があり、長野県と山梨県の両方向から観光登山バスがシーズン中運行されている[10][11]。
- 野呂川越 - 横川岳と三峰岳との鞍部
- 井川越 - 三峰岳と安倍荒倉岳との鞍部
- 三伏峠 - 三伏山と烏帽子岳との鞍部
- 奈良田越 - 白剥山と長ガレとの鞍部
- 転付峠 - 保利沢山北の鞍部

## 赤石山脈の風景

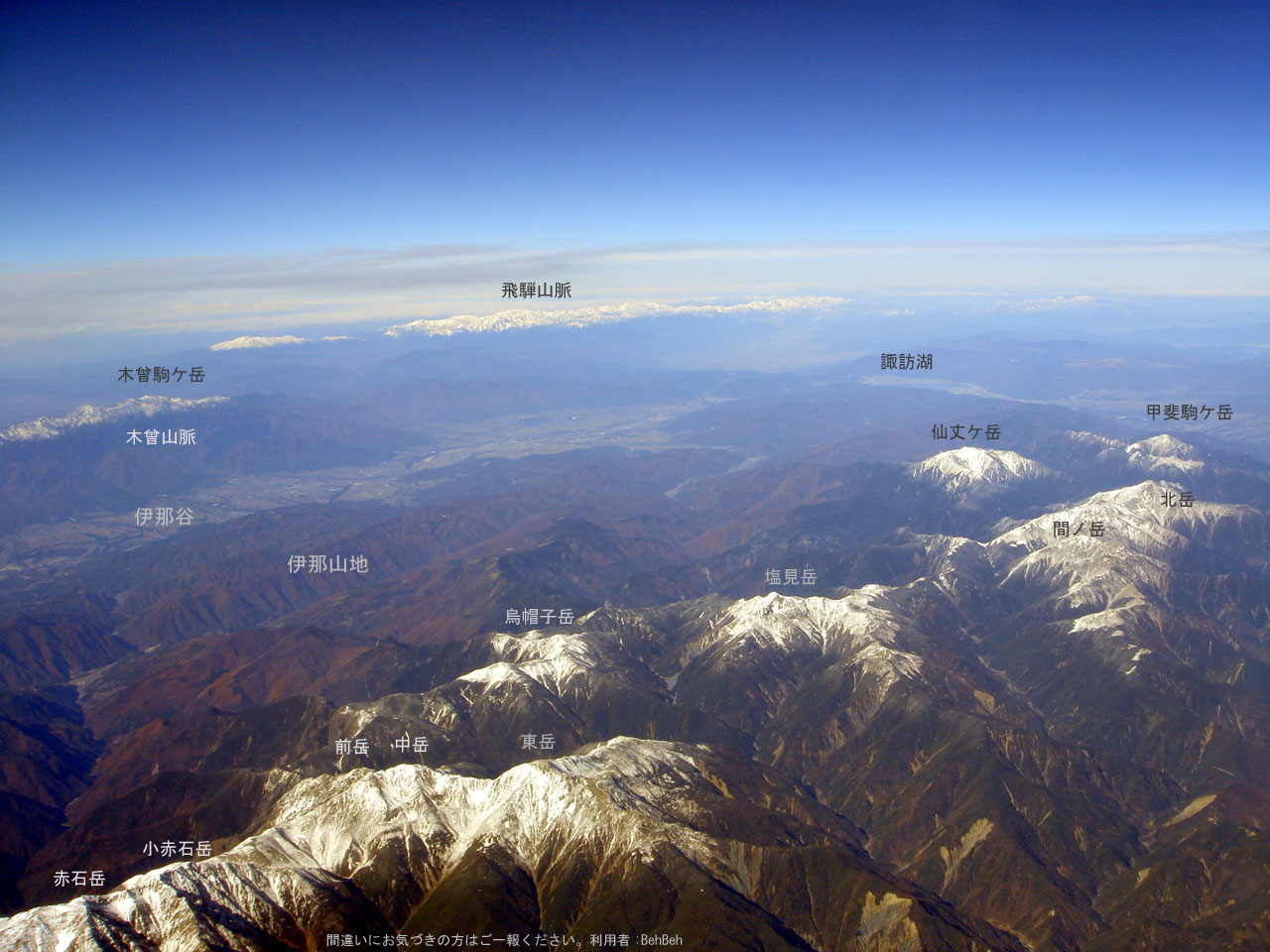
赤石山脈 上空より
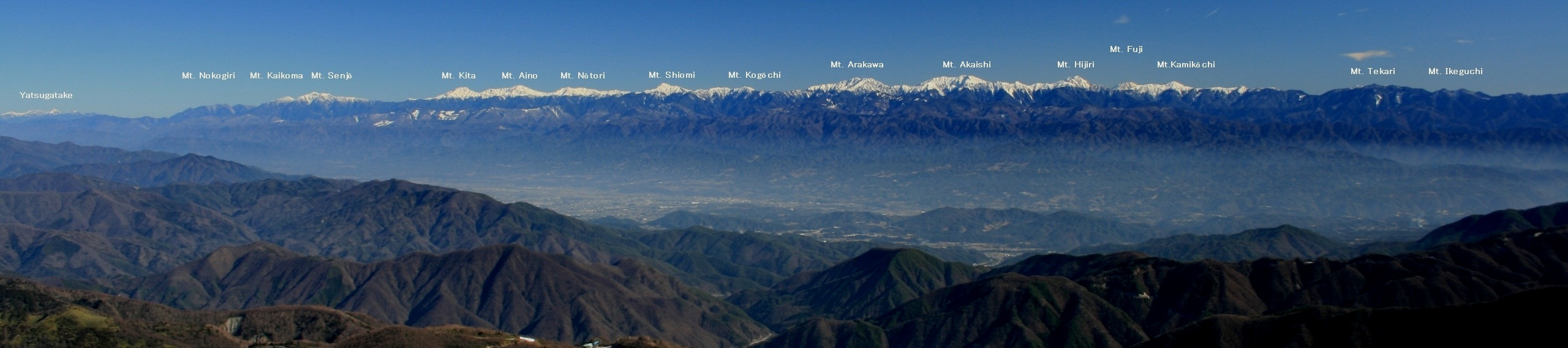
初冬の赤石山脈と伊那谷 恵那山より
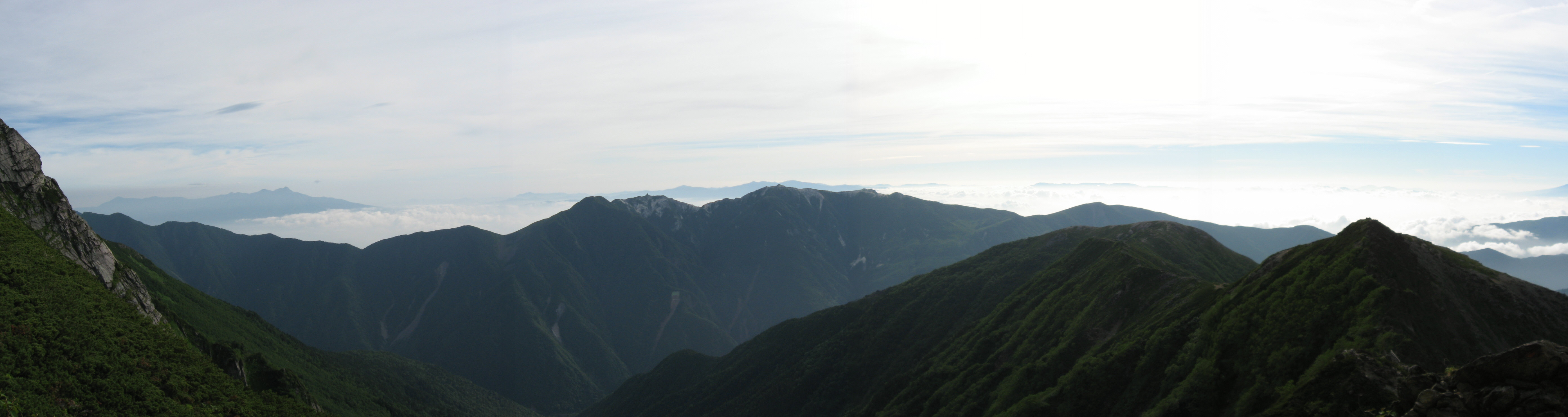
鳳凰三山（中央） 北岳付近より
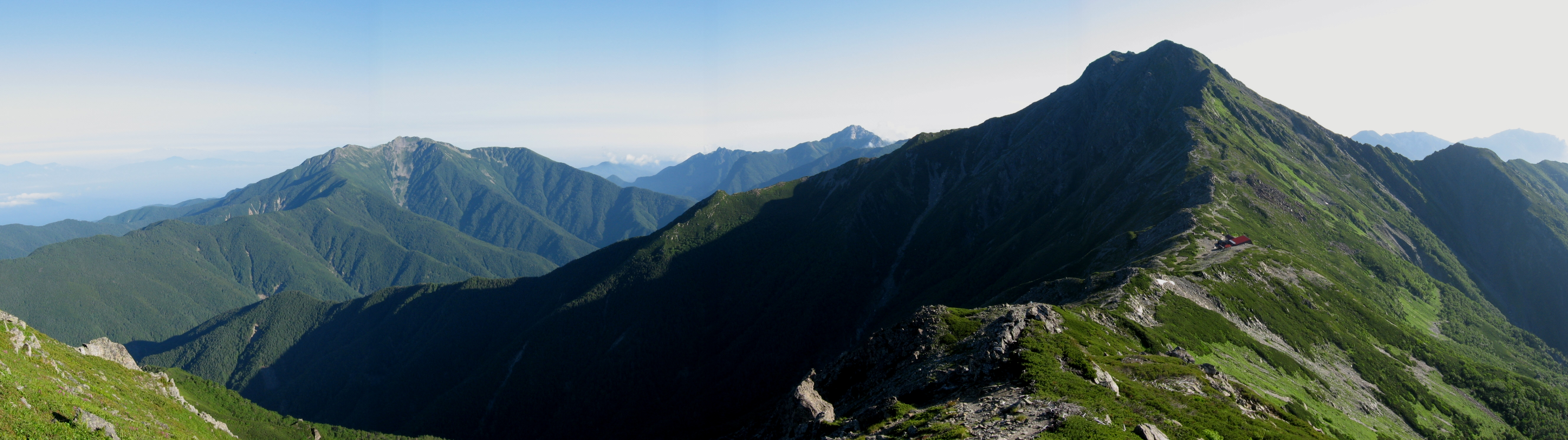
赤石山脈北部の山々 仙丈ヶ岳（左） 甲斐駒ヶ岳（中央） 北岳（右） 中白根山付近より
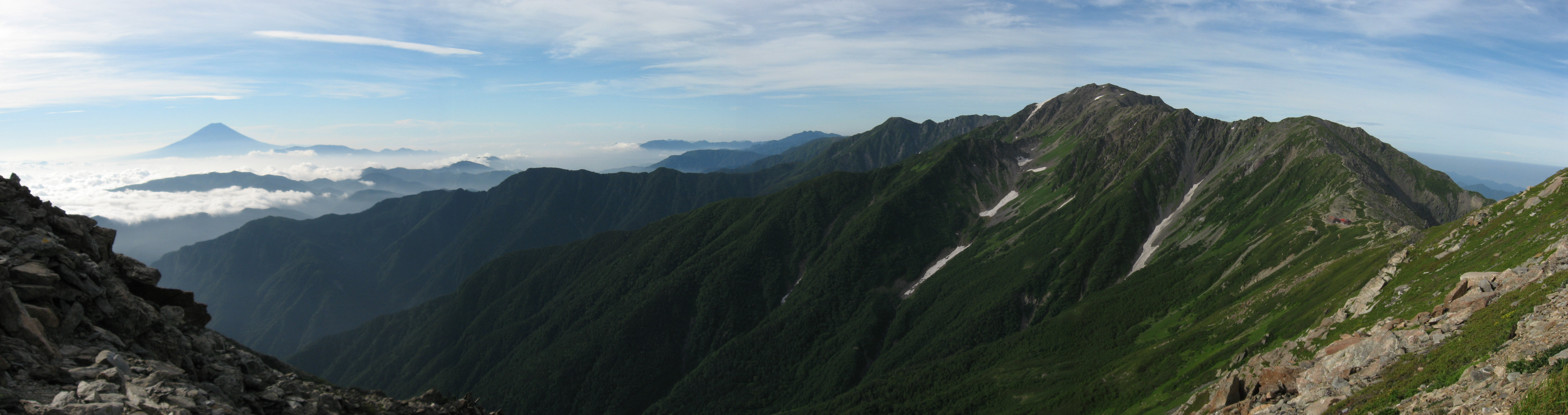
富士山（左奥）と間ノ岳（右） 北岳付近より
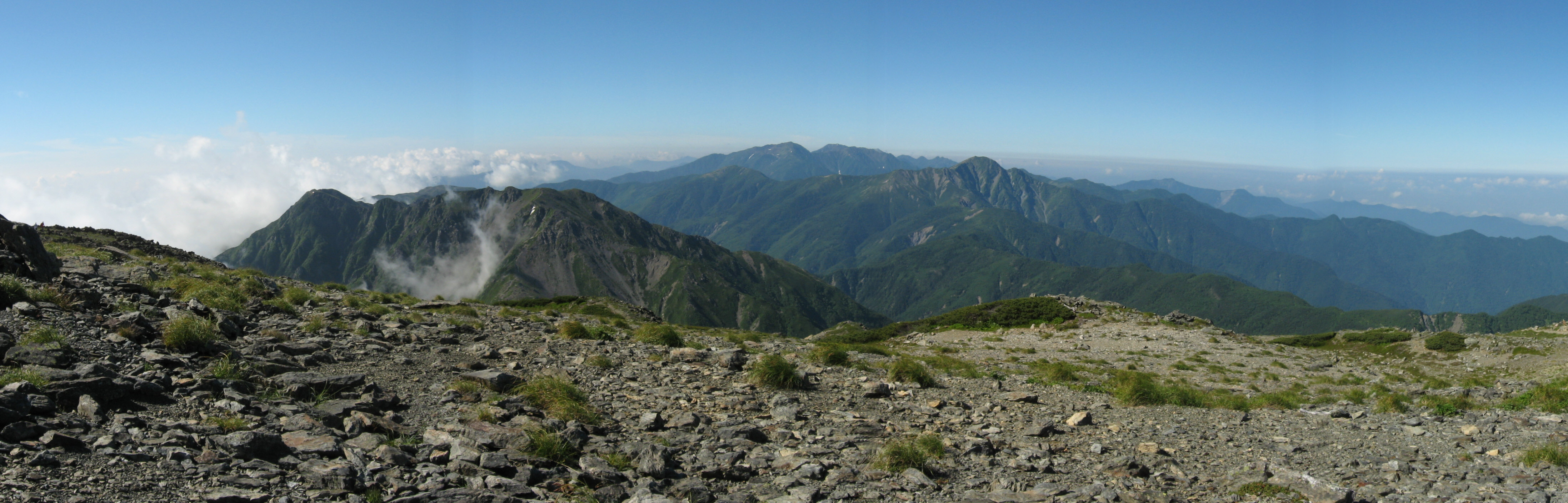
赤石山脈中部～南部の山々 農鳥岳（左） 荒川岳（中央左） 赤石岳（中央） 塩見岳（中央右） 間ノ岳より
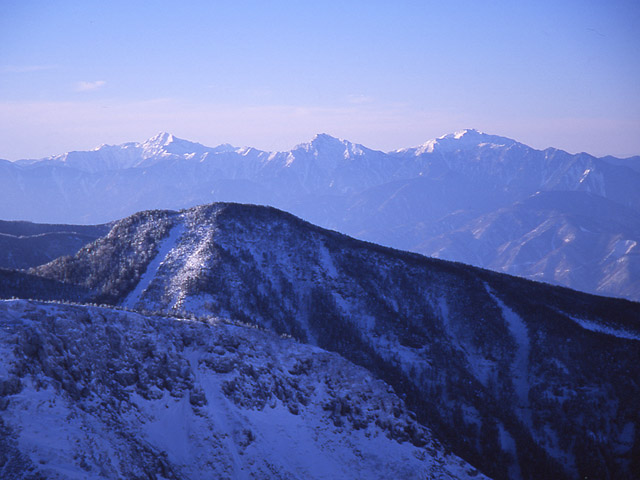
赤石山脈北部の山々 八ヶ岳の天狗岳より
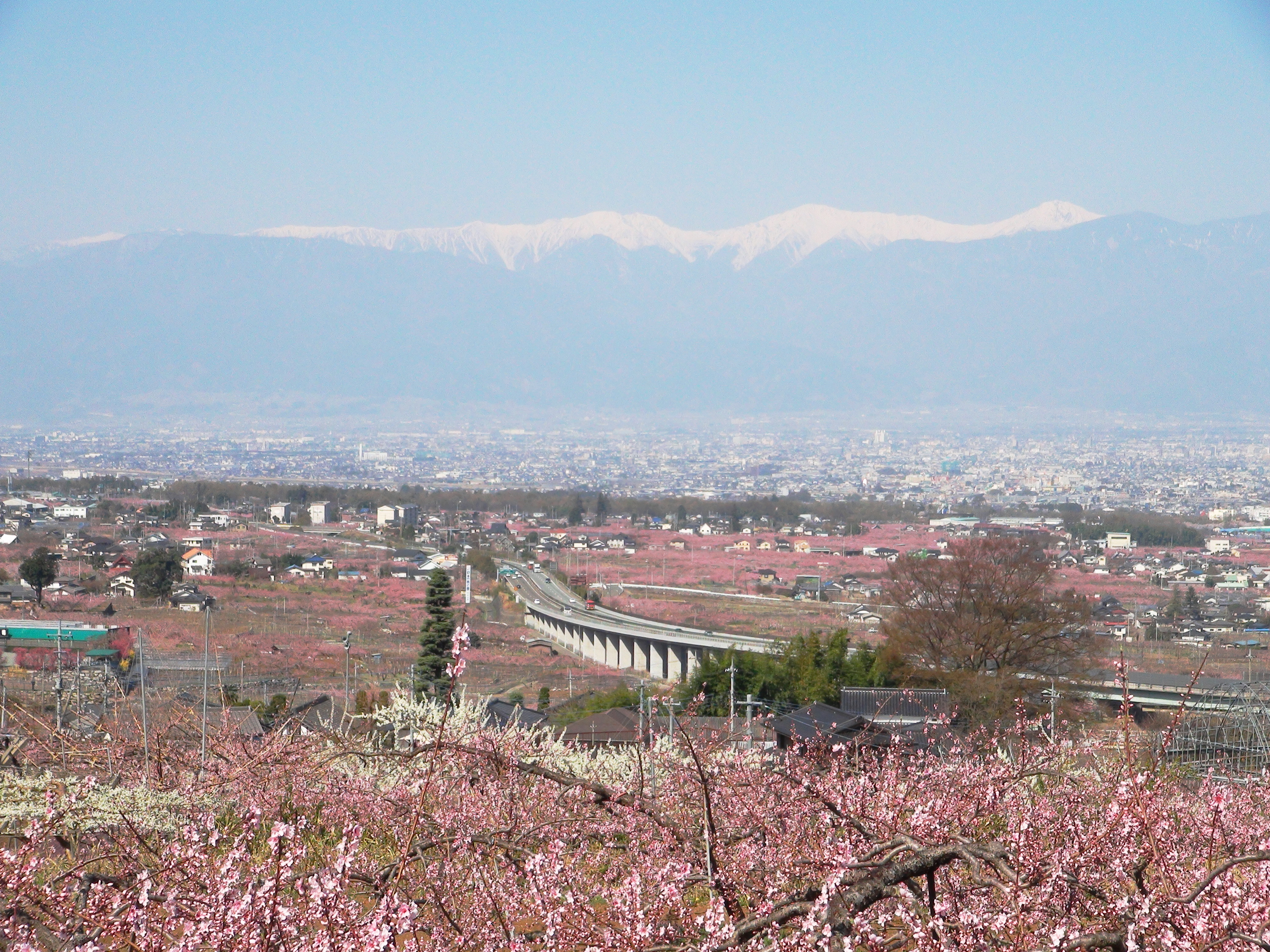
4月の甲府盆地より